# Walter Block
Walter Block (21 de agosto de 1941) es un economista estadounidense de la Escuela Austríaca y un importante teórico del anarcocapitalismo. Discípulo de Murray Rothbard, es considerado en la actualidad uno de los más destacados representantes del libertarismo de línea austríaca. Ha escrito numerosos artículos e importantes libros en defensa del libre mercado y la libertad individual. Es miembro distinguido del Instituto Mises con sede Estados Unidos y del Mises Institute de Canadá, en los cuales realiza conferencias y seminarios. Es además catedrático de economía de la Universidad Loyola Nueva Orleans.

## Historia familiar y educación
Block nació en Brooklyn, Nueva York, hijo de Abraham Block, un contable, y Ruth Block, una asistente jurídico, ambos descritos por Block como liberales. Obtuvo su licenciatura en filosofía (con honores) del Brooklyn College, donde fue un miembro del equipo de natación Varsity. Block obtuvo su Ph.D. en economía en la Universidad de Columbia y escribió su tesis sobre el control de los alquileres.

## Carrera profesional
Block ahora ocupa la presidencia de cátedra Harold E. Wirth de economía en la Universidad Loyola en Nueva Orleans. Entre 1979 y 1991, fue economista senior del Fraser Institute. Además de su puesto en la Universidad de Loyola, Block es también miembro facultativo superior del Ludwig von Mises Institute de Economía Austríaca. Su obra más famosa es Defendiendo lo indefendible, de la cual John Stossel dijo: «me abrió los ojos a las bellezas del libertarismo. Explica que gran parte de lo que se supone es malo, no lo es».
Lew Rockwell, del Mises Institute, dijo lo siguiente acerca del papel activo de Walter Block en el libertarismo moderno:

Murray Rothbard, en su vida, era conocido como el «Señor Libertario». Podemos hacer un sólido caso de que el título ahora pertenece a Walter Block, un estudiante de Rothbard cuya propia hoja de vida es tan gruesa como una gran agenda de la ciudad, y tan diversa como la Wikipedia. Si él está escribiendo sobre los derechos económicos, teoría, la ética, la política de secesión, las drogas, las carreteras, la educación, la política monetaria, la teoría social, los sindicatos, lenguaje político, o cualquier otra cosa, su prosa quema con la pasión por esta única idea: si los problemas humanos se van a resolver, la solución se encuentra por que se permita una mayor libertad.

## Introducción al libertarismo
El pensamiento de los primeros años de Block se caracterizó por el igualitarismo. En una entrevista a la Austrian Economics Newsletter, Block declaró: «en la década de los cincuenta y sesenta, yo era solo un comunista más de Brooklyn».[cita requerida] Block achaca su «conversión» hacia el liberalismo libertario a las reuniones personales con Ayn Rand, pensadora del objetivismo y minarquista, durante su etapa como estudiante. Como Block describe: «En 1963, cuando yo era un estudiante de cuarto año en el Brooklyn College, Ayn Rand llegó allí para dar una conferencia. Yo asistí, junto con cerca de 3000 de mis colegas, principalmente estudiantes izquierdistas, con el fin de abuchear y silbar, ya que era el mal encarnado. [cita requerida]No teniendo suficiente con haber abucheado y silbado a Ayn en su conferencia oficial, decidí expresar nuevamente mi disgusto con ella y sus puntos de vista».
Block posteriormente asistió a un almuerzo con Rand, Nathaniel Branden, y Leonard Peikoff, en el que varios de los asistentes trataron de demostrar la superidad del capitalismo. Al terminar, Block dijo que era socialista y quería debatir acerca del capitalismo. Branden llegó a un acuerdo con Block: «Nathan muy amablemente se ofreció a venir al otro extremo de la mesa conmigo y debatir, pero impuso dos condiciones previas. En primer lugar, no permitir que la conversación terminase en esa reunión, sino seguir con ella hasta que hubiera logrado una resolución: ya sea que él me hubiera convencido de mi error o al contrario. En segundo lugar, que leyese dos libros que más tarde me iba a recomendar (La rebelión de Atlas de Ayn Rand y La economía en una lección de Henry Hazlitt)».
Aunque Block menciona a Ayn Rand, Branden, y otros objetivistas, haciéndoles responsables de su interés inicial en la teoría del laissez faire, dice de Murray Rothbard que, «Después me reuní con Murray, que tardó unos 15 minutos en convertirme en anarcocapitalista, la posición que he mantenido desde entonces. En retrospectiva, antes de mi reunión con Murray, hubo nueve ocasiones en las que trataron de encaminarme hacia el anarquismo capitalista. Todo lo que necesitaba era un pequeño empujón en la misma dirección en la que ya estaba desde hacía algún tiempo». Siguiendo esta línea, en una entrevista respondió algo similar cuando le preguntaron cuándo se convirtió en anarcocapitalista: «Fue en 1966. Murray Rothbard me convenció en aproximadamente 10 minutos. Había argumentos que yo había aprendido en La economía en una lección de Hazlitt y los había aplicado a cosas como el correo, oficina de automóvil, caminos, etc., acerca de por qué la competencia y la búsqueda del beneficio aseguran un mejor producto. Murray solamente me hizo ver cómo podía aplicarse esto también a la armada, los tribunales y la policía». También afirmó que el 99 % de compañeros y docentes del Instituto Ludwig von Mises se consideran anarcocapitalistas.

## Contratos de esclavitud
Block es el principal defensor libertario de los contratos de esclavitud, argumentando que «es un contrato de buena fe que, de ser derogado, se produce el robo» y critica a los libertarios que se oponen a la esclavitud voluntaria como incompatibles con sus principios (como es el caso de Murray Rothbard, Randy Barnett, Stephan Kinsella, David Gordon, y Richard Epstein). Block pretende hacer «un pequeño ajuste que refuerce el libertarismo, haciéndolo más coherente». Afirma que su posición demuestra «que un contrato que se basa en la propiedad privada [puede] llegar a más aspectos de la interacción humana, incluso a los contratos voluntarios de esclavitud».

## Libros

### Como autor
- Defendiendo lo indefendible (1976; traducido al chino, al español,[4] al francés, al holandés, al italiano, al portugués, y al rumano) ASIN: B009L8E55S ISBN (versión en inglés) 0-930073-05-3
- A Response to the Framework Document for Amending the Combines Investigation Act (1982)
- Focus on Economics and the Canadian Bishops (1983)
- Focus on Employment Equity: A Critique of the Abella Royal Commission on Equality in Employment (con Michael A. Walker; 1985)
- The U.S. Bishops and Their Critics: An Economic and Ethical Perspective (1986)
- Lexicon of Economic Thought (con Michael A. Walker; 1988)
- Economic Freedom of the World, 1975-1995 (con James Gwartney, Robert Lawson; 1996)
- The Privatization of Roads and Highways: Human and Economic Factors (2006)
- The Case for Discrimination (2010)

### Como editor
- Zoning: Its Costs and Relevance for the 1980s (Ed.; 1980)
- Rent Control: Myths & Realities (Ed. con Edgar Olsen; 1981)
- Discrimination, Affirmative Action and Equal Opportunity (Ed. con Michael A. Walker; 1982)
- Taxation: An International Perspective (Ed. con Michael A. Walker; 1984)
- Economics and the Environment: A Reconciliation (Ed.; 1985; translated into Portuguese 1992) ISBN 0-88975-067-X
- Morality of the Market: Religious and Economic Perspectives (Ed. con Geoffrey Brennan, Kenneth Elzinga; 1985)
- Theology, Third World Development and Economic Justice (Ed. con Donald Shaw; 1985)
- Reaction: The New Combines Investigation Act (Ed.; 1986)
- Religion, Economics & Social Thought (Ed. con Irving Hexham; 1986)
- Man, Economy and Liberty: Essays in Honor of Murray N. Rothbard (Ed. con Lew Rockwell; 1988)
- Breaking the Shackles; the Economics of Deregulation: A Comparison of U.S. and Canadian Experience (Ed. con George Lermer; 1991)
- Economic Freedom: Toward a Theory of Measurement (Ed.; 1991)
- Libertarian Autobiographies (Ed.; forthcoming)